# Los ángeles que llevamos dentro
Los ángeles que llevamos dentro. El declive de la violencia y sus implicaciones es un libro escrito por Steven Pinker y publicado en 2011 en el que se argumenta que la sociedad actual es mucho menos violenta que en siglos pasados e, incluso, que en décadas pasadas. Admite que debido a los avances en la comunicación, se informa más ahora sobre hechos violentos lo que da la impresión de que el número de víctimas de violaciones, asesinatos y guerras es mayor. No obstante, el libro sostiene que la erosión de los valores asociados a la familia, la tribu, la tradición y la religión, y su sustitución por valores asociados al individualismo, el cosmopolitismo, la razón y la ciencia han conducido a un declive de la violencia de magnitud enorme y que convierten el período actual en, posiblemente, el más pacífico de la historia. Su postura coincide con los avances científicos más recientes en torno a la hipótesis de la autodomesticación humana.
En 2011, el New York Times lo citó como uno de los libros importantes del año. En 2012 fue preseleccionado para el Premio Samuel Johnson y también para el Premio Winton para Libros de Ciencia de la Royal Society. Seleccionado en enero de 2015 en la lista de libros de Mark Zuckerberg.

## Tesis central
El título del libro está tomado de la parte final del discurso de inauguración del presidente norteamericano Abraham Lincoln. El autor usa la frase como metáfora de las cuatro motivaciones – empatía, autocontrol, sentido moral y razón – que tienden a alejarnos de la violencia y orientarnos hacia la cooperación y el altruismo.
Pinker presenta una vasta cantidad de datos incluyendo análisis estadísticos que, argumenta, muestran un declive de la violencia en todos los ámbitos, incluyendo conflictos militares, homicidio, genocidio, tortura así como en el tratamiento de niños, homosexuales, minorías raciales y étnicas, y de los animales. Indica, no obstante, que este declive no ha sido fácil de conseguir, no ha sido uniforme, no ha reducido la violencia a cero, y no está garantizado que vaya a continuar.
Pinker señala que el declive radical de comportamientos violentos que documenta no es el resultado de un cambio en la biología o en la cognición, sino de cambios en el entorno cultural y material. Identifica cinco factores históricos que han contribuido a esta pacificación:
1. El Leviatán, el surgimiento de la nación-estado con su sistema judicial y consiguiente monopolio del legítimo uso de la fuerza que contribuye a limitar las tentaciones agresoras y el recurso a la venganza.
2. El comercio de bienes y servicios sobre grandes distancias y entre distintos y poderosos grupos, que refuerza la idea de que los demás son más valiosos vivos que muertos.
3. La feminización, el respeto creciente a la mujer.
4. El cosmopolitismo, el aumento de la alfabetización, de la movilidad, de la comunicación de masas, que nos lleva a comprender y a aceptar el punto de vista de personas de otras sociedades.
5. Lo que llama la escalera mecánica de la razón, la aplicación intensiva del conocimiento y de la razón a los asuntos humanos que lleva a reenfocar el problema de la violencia no ya como disputa a ganar sino como problema a resolver.

## Contenido
La primera sección del libro, del capítulo 2 al 7, busca demostrar y analizar las tendencias históricas relacionadas con el declive de la violencia a diferentes escalas. El capítulo 8 detalla los cinco “demonios internos”, sistemas psicológicos que pueden promover la violencia. Habla en este capítulo del circuito de la furia, ubicado en la sección del cerebro humano que se comparte con el resto de mamíferos, que explicaría determinadas conductas agresivas. El capítulo 9 examina los cuatro “ángeles más benévolos” que nos empujan a evitar la violencia. El capítulo 10 examina las cinco fuerzas históricas listadas en la sección anterior que han llevado al declive de la violencia.

### Seis etapas en el declive de la violencia (capítulos del 2 al 7)
1. El proceso de pacificación: Pinker lo describe como el proceso de transición entre la anarquía de las bandas de cazadores y recolectores a las primeras sociedades agrícolas con sus ciudades y gobiernos, proceso que comienza hace unos cinco mil años y que contribuirá a reducir la mortalidad por causas violentas a su quinta parte.
2. El proceso de civilización: Pinker defiende que entre finales de la Edad Media y el siglo XX los países europeos han visto decrecer su tasa de homicidios entre diez y cincuenta veces. Atribuye este declive a lo que el sociólogo Norbert Elias llamó el proceso de civilización, cuando la autoridad de los señores feudales da paso a estados centralizados que fomentan la creación de una infraestructura judicial y comercial.
3. La revolución humanitaria: Pinker atribuye este concepto al historiador Lynn Hunt. Comienza entre los siglos XVII y XVIII, con el movimiento intelectual europeo de La Ilustración. A partir de esta época comienzan los primeros movimientos organizados para abolir la esclavitud, el duelo, la tortura en el sistema judicial, los castigos desproporcionados y la crueldad en el tratamiento a los animales.
4. La larga paz: siguiendo al historiador John Lewis Gaddis, esta etapa se inicia tras la Segunda Guerra Mundial; a partir de entonces, los estados más avanzados han dejado de declararse la guerra entre ellos.
5. La nueva paz: desde el final de la Guerra Fría en 1989, dice Pinker, el número de conflictos organizados de todo tipo (guerras civiles, genocidios, represión de gobiernos autocráticos y ataques terroristas) han disminuido en todo el mundo.
6. La revolución de los derechos: a partir de los años cincuenta, tras la Segunda Guerra Mundial y la adopción de la Declaración Universal de los Derechos Humanos se ha producido el surgimiento de movimientos a favor de los derechos civiles, los derechos de las mujeres y los niños, de los homosexuales y de los animales.

### Los cinco demonios internos (Capítulo 8)
Pinker rechaza lo que llama la “Teoría Hidráulica de la Violencia”, la idea de que los humanos tenemos una especie de sed de sangre que se almacena dentro de nosotros y que debemos cada cierto tiempo descargar. En su lugar, explica, los estudios sugieren que la agresión no se debe a un simple motivo, sino que es la consecuencia de varios sistemas psicológicos que varían en cuanto a sus desencadenantes medioambientales, su lógica interna, su base neurológica y su distribución social. Examina cinco de estos sistemas:
1. Violencia predatoria: violencia que se ejecuta como un medio para alcanzar un fin.
2. Dominancia: el deseo de prestigio, gloria y poder que se da tanto entre individuos como entre grupos raciales, étnicos, religiosos o nacionales.
3. Venganza: la búsqueda de retribución, castigo y justicia.
4. Ideología: un sistema de creencias compartido que normalmente incluye una visión utópica que justifica una violencia a la que no pone límites para conseguir un beneficio que tampoco los tiene.

### Cuatro ángeles benévolos (Capítulo 9)
Pinker apunta cuatro motivos que mueven a los seres humanos a evitar la violencia y hacia la cooperación y el altruismo:
1. Empatía: que nos mueve a sentir el dolor de otros y a alinear sus intereses con los nuestros.
2. Autocontrol: que nos permite anticipar las consecuencias de nuestros impulsos y a inhibirlos cuando sea preciso.
3. Sentido moral: que santifica un número de reglas y tabúes que gobiernan la interacción entre personas de la misma cultura; este sentido moral a veces contribuye al declive de la violencia, pero también puede aumentarlo cuando las normas a aplicar tienen un origen tribal, autoritario o puritano.
4. La razón: que nos permite ver más allá de nuestro contexto inmediato.

En este capítulo, Pinker también examina y en parte rechaza la idea de que los seres humanos han evolucionado en sentido biológico hacia un comportamiento menos violento.

## Influencias
Dada la naturaleza interdisciplinaria de este trabajo, el autor usa un amplio abanico de fuentes de diferentes campos. Presta particular atención al filósofo Thomas Hobbes al que, según Pinker, se debiera leer más. También toma ideas de pensadores más contemporáneos que parecen haber caído en el olvido, como el politólogo John Mueller o el sociólogo Norbert Elias. La influencia de Elias en Pinker se refleja por emeplo en el título del Capítulo 3, que está tomado del título de su libro más conocido, The Civilising Process. Pinker cita con frecuencia también el trabajo del experto en relaciones internacionales Joshua Goldstein, con el que escribió un artículo de opinión en The New York Times en el que se refleja muchas de las ideas que comparten.

## Recepción

### Reseñas positivas
El filósofo Peter Singer en su reseña en The New York Times valora el “dominio magistral” que demuestra para conjuntar tanta investigación en tantos campos diferentes. El politólogo Robert Jervis en The National Interest señala que incluso cuando sus explicaciones no convencen del todo, deben ser tomadas en serio y están bien argumentadas. Michael Shermer en The American Scholar aprecia como un libro tan extenso, 832 páginas en su edición en inglés, engancha al lector desde la primera página. En The Guardian, David Runciman concluye su reseña invitando a todos a leer este “sorprendente” libro. El psicólogo Vaughan Bell en The Wilson Quarterly lo considera un libro capaz de cambiar nuestro punto de vista. Clive Cookson en el Financial Times lo considera una “síntesis maravillosa de ciencia, historia y narrativa”. Las reseñas de The Spectator y The Independent también fueron positivas.
Bill Gates lo considera uno de los libros más importantes que ha leído, y, en el programa de la BBC Desert Island Discs lo seleccionó como uno de los que llevaría consigo a una isla desierta.

### Reseñas negativas
El libro ha recibido también frecuentes críticas. El antropólogo Brian Ferguson no acepta la afirmación de Pinker de que la violencia disminuyó al formarse los estados y sostiene que sucedió justamente lo contrario.
En Scientific American, el psicólogo Robert Epstein critica que Pinker use como medida el número de muertes violentas per cápita cuando la medida que debiera usarse es el número absoluto de muertes violentas en un tiempo determinado.
Un punto de vista similar mantiene el teólogo David Bentley Hart.
Edward S. Herman y David Peterson en la International Socialist Review lo consideran «terrible tanto si lo leemos como libro de investigación tratado y guía moral. Pero se adecua perfectamente bien a las demandas de las élites de Norteamérica y Europa Occidental al comienzo del siglo XXI.» 
El filósofo Maximiliano Korstanie concuerda con Pinker en que la violencia ha disminuido, pero no por la misma razón: su declive es simplemente un indicador de sumisión y control por parte de la élite financiera; paradójicamente, el descenso de la violencia se corresponde con el aumento de la injusticia en el mundo.
John Arquilla en Foreign Policy criticó el uso que Pinker hace de las estadísticas porque dice que no representa de manera fiable el número de bajas civiles en las guerras que de más de un 10 por ciento del total de las bajas en la Primera Guerra Mundial pasó a un 50 por ciento en la Segunda y ha continuado en ascenso desde entonces.
Desde una perspectiva posmoderna, Ben Laws le critica por su visión reductora de la violencia que ignora que la desigualdad social, el menoscabo de tradiciones culturales y la polución de ecosistemas son también formas de violencia. (Pinker le contesta que la desigualdad económica es «lamentable, pero que mezclarla con violación y genocidio es confundir moralismo con comprensión».)
Nassim Taleb, experto en estadística, en lo que denomina como «el problema Pinker» sostiene «que Pinker no tiene una idea clara sobre la diferencia entre ciencia y periodismo o entre empirismo riguroso y afirmaciones anecdóticas» y declara las estadísticas que ofrece Pinker sobre «la larga paz» como el resultado de una metodología defectuosa que las invalida.
Stephen Corry, director de la ONG Survival International, desde la perspectiva de los derechos de los pueblos indígenas, opina que el libro promueve una imagen colonialista de un retrasado ‘bruto salvaje’ que hace retroceder en más de cien años el debate sobre los derechos de estas poblaciones.

### Reseñas publicadas en periódicos en español
La publicación del libro en español también generó un importante número de recensiones, en su gran mayoría positivas. En El País, Enrique Lynch hace referencia al ingente volumen de datos empíricos que Pinker ha recogido de otros trabajos y que, tras someterlos a análisis estadístico, «muestran en todos los contextos imaginables que somos menos violentos que nuestros antepasados.» Héctor Abad Faciolince desde El Espectador comenta: «El libro de Pinker es un tratado científico que va en contra de nuestra pereza mental y de nuestros prejuicios ideológicos. […] puede ayudar mucho en un propósito que debería ser el primero de cualquier gobernante aquí [en Colombia]: disminuir la violencia.»
En El Imparcial, Adrián Sanmartín también lo valora positivamente, aun advirtiendo de que su tesis central no ha dejado de encontrar detractores: «El libro de Pinker, se esté o no acuerdo con su teoría, incita a la reflexión, lo que siempre es positivo.«
Juan Pablo Arenas en La Ilustración Liberal escribe: «A Pinker lo han insultado desde la derecha y la izquierda. Eso suele ser una magnífica señal.»